# Blazing Guns
Blazing Guns (br.: Pistolas Chamejantes / Pistolas Flamejantes (tv a cabo)) é um filme estadunidense de 1943 do gênero western. Uma das produção conhecidas como Filmes B, dirigido por Robert Emmet Tansey. Pertence a série cinematográfica Trail Blazes, protagonizada por Ken Maynard e outros cáubois de Hollywood. 

## Elenco Principal
- Ken Maynard... Delegado Ken Maynard
- Hoot Gibson ...Delegado Hoot Gibson
- LeRoy Mason ...  Duke Wade
- Emmett Lynn ...  Olho-de-Cobra
- Weldon Heyburn ...  Henchman Vic
- Roy Brent ...  Jim Wade

## Sinopse
A cidadezinha do Oeste Willow Springs está à mercê de bandidos, quando o governador convoca seus melhores homens para resolverem a situação. Assim os delegados Ken Maynard, seu esperto cavalo Tarzã e seu amigo veterano e inteligente Hoot Gibson vão para lá. Quando percebem que a situação é pior do que pensavam, Ken e Hoot chamam seu velho amigo da fronteira Olho-de-Cobra e pedem a ele para ir falar com o governador.  Este faz um acordo com alguns dos bandidos que foram presos por Ken tempos atrás, para virem para a cidade e desta vez lutarem do lado da lei. Mas os bandidos da cidade também se reforçam e no final acontece um grande tiroteio.

## Ligações Externas
- Blazing Guns. no IMDb.